# Orectognathus biroi
Orectognathus biroi är en myrart som beskrevs av Szabo 1926. Orectognathus biroi ingår i släktet Orectognathus och familjen myror. Inga underarter finns listade i Catalogue of Life.